# Vuelta a Andalucía 2025
La Vuelta a Andalucía 2025, ufficialmente Vuelta a Andalucía Ruta del Sol, settantunesima edizione della corsa e valevole come sesta prova dell'UCI ProSeries 2025 categoria 2.Pro, si svolse tra il 19 e il 23 febbraio 2025, su un percorso di 820,3 km, con partenza a Torrox e arrivo a La Línea de la Concepción, nella comunità autonoma dell'Andalusia in Spagna. La vittoria fu appannaggio del francese Pavel Sivakov, il quale completò il percorso in 19h41'04", alla media di 42,8156 km/h, precedendo il britannico Thomas Pidcock ed il connazionale Clément Berthet.

## Tappe
| Tappa  | Data        | Percorso                              | km    | Vincitore di tappa | Leader cl. generale |
| ------ | ----------- | ------------------------------------- | ----- | ------------------ | ------------------- |
| 1ª     | 19 febbraio | Torrox > Cueva de Nerja               | 162,6 | Maxim Van Gils     | Maxim Van Gils      |
| 2ª     | 20 febbraio | Alcaudete > Torredelcampo             | 133,2 | Thomas Pidcock     | Pavel Sivakov       |
| 3ª     | 21 febbraio | Arjona > Pozoblanco                   | 162,1 | Alexander Kristoff | Pavel Sivakov       |
| 4ª     | 22 febbraio | Cordova > Alharuín de la Torre        | 194,3 | Diego Uriarte      | Pavel Sivakov       |
| 5ª     | 23 febbraio | Benahavís > La Línea de la Concepción | 168,1 | Jon Barrenetxea    | Pavel Sivakov       |
| Totale | Totale      | Totale                                | 820,3 |                    |                     |

## Squadre e corridori partecipanti
| N.    | Cod. | Squadra                         |
| ----- | ---- | ------------------------------- |
| 1-7   | UAD  | UAE Team Emirates XRG           |
| 11-17 | DAT  | Decathlon AG2R La Mondiale Team |
| 21-27 | MOV  | Movistar Team                   |
| 31-37 | JAY  | Team Jayco AlUla                |
| 41-47 | IGD  | Ineos Grenadiers                |
| 51-57 | RBH  | Red Bull-Bora-Hansgrohe         |
| 61-67 | Q36  | Q36.5 Pro Cycling Team          |
| 71-77 | TEN  | TotalEnergies                   |
| 81-87 | RKT  | Unibet Tietema Rockets          |

| N.      | Cod. | Squadra                |
| ------- | ---- | ---------------------- |
| 91-97   | CJR  | Caja Rural-Seguros RGA |
| 101-107 | EKP  | Equipo Kern Pharma     |
| 111-117 | UXM  | Uno-X Mobility         |
| 121-127 | TFB  | Team Flanders-Baloise  |
| 131-137 | EUS  | Euskaltel-Euskadi      |
| 141-147 | BBH  | Burgos-Burpellet-BH    |
| 151-157 | WB2  | Wagner Bazin WB        |
| 161-167 | PTL  | Petrolike              |

## Dettagli delle tappe

### 1ª tappa
- 19 febbraio: Torrox > Cueva de Nerja – 162,6 km

Risultati
| Pos. | Corridore      | Squadra  | Tempo    |
| ---- | -------------- | -------- | -------- |
| 1    | Maxim Van Gils | Red Bull | 4h19'23" |
| 2    | Tim Wellens    | UAE      | s.t.     |
| 3    | Pavel Sivakov  | UAE      | a 7"     |

| Pos. | Corridore      | Squadra  | Tempo    |
| ---- | -------------- | -------- | -------- |
| 1    | Maxim Van Gils | Red Bull | 4h19'23" |
| 2    | Tim Wellens    | UAE      | s.t.     |
| 3    | Pavel Sivakov  | UAE      | a 7"     |

### 2ª tappa
- 20 febbraio: Alcaudete > Torredelcampo – 133,2 km

Risultati
| Pos. | Corridore      | Squadra | Tempo    |
| ---- | -------------- | ------- | -------- |
| 1    | Thomas Pidcock | Q36.5   | 3h22'04" |
| 2    | Brandon Rivera | Ineos   | s.t.     |
| 3    | Pavel Sivakov  | UAE     | s.t.     |

| Pos. | Corridore       | Squadra   | Tempo    |
| ---- | --------------- | --------- | -------- |
| 1    | Pavel Sivakov   | UAE       | 7h41'34" |
| 2    | Clément Berthet | Decathlon | a 23"    |
| 3    | Thomas Pidcock  | Q36.5     | a 32"    |

### 3ª tappa
- 21 febbraio: Arjona > Pozoblanco – 162,1 km

Risultati
| Pos. | Corridore          | Squadra  | Tempo    |
| ---- | ------------------ | -------- | -------- |
| 1    | Alexander Kristoff | Uno-X    | 3h51'32" |
| 2    | Ben Turner         | Ineos    | s.t.     |
| 3    | Maxim Van Gils     | Red Bull | s.t.     |

| Pos. | Corridore       | Squadra   | Tempo     |
| ---- | --------------- | --------- | --------- |
| 1    | Pavel Sivakov   | UAE       | 11h33'06" |
| 2    | Clément Berthet | Decathlon | a 23"     |
| 3    | Thomas Pidcock  | Q36.5     | a 26"     |

### 4ª tappa
- 22 febbraio: Cordova > Alharuín de la Torre – 194,3 km

Risultati
| Pos. | Corridore       | Squadra       | Tempo    |
| ---- | --------------- | ------------- | -------- |
| 1    | Diego Uriarte   | Kern          | 4h07'21" |
| 2    | Alan Jousseaume | TotalEnergies | a 9"     |
| 3    | Connor Swift    | Ineos         | s.t.     |

| Pos. | Corridore       | Squadra   | Tempo     |
| ---- | --------------- | --------- | --------- |
| 1    | Pavel Sivakov   | UAE       | 15h44'59" |
| 2    | Clément Berthet | Decathlon | a 23"     |
| 3    | Thomas Pidcock  | Q36.5     | a 26"     |

### 5ª tappa
- 23 febbraio: Benahavís > La Línea de la Concepción – 168,1 km

Risultati
| Pos. | Corridore         | Squadra   | Tempo    |
| ---- | ----------------- | --------- | -------- |
| 1    | Jon Barrenetxea   | Movistar  | 3h55'34" |
| 2    | T. H. Johannessen | Uno-X     | s.t.     |
| 3    | J. Staune-Mittet  | Decathlon | a 2"     |

| Pos. | Corridore       | Squadra   | Tempo     |
| ---- | --------------- | --------- | --------- |
| 1    | Pavel Sivakov   | UAE       | 19h41'04" |
| 2    | Clément Berthet | Decathlon | a 23"     |
| 3    | Thomas Pidcock  | Q36.5     | a 26"     |

## Evoluzione delle classifiche
| Tappa              | Vincitore          | Classifica generale Maglia gialla | Classifica a punti Maglia verde | Classifica scalatori Maglia a pois | Classifica traguardi volanti Maglia blu | Classifica a squadre            |
| ------------------ | ------------------ | --------------------------------- | ------------------------------- | ---------------------------------- | --------------------------------------- | ------------------------------- |
| 1ª                 | Maxim Van Gils     | Maxim Van Gils                    | Maxim Van Gils                  | Thomas Silva                       | Andreas Leknessund                      | UAE Team Emirates XRG           |
| 2ª                 | Thomas Pidcock     | Pavel Sivakov                     | Maxim Van Gils                  | Thomas Silva                       | Andreas Leknessund                      | UAE Team Emirates XRG           |
| 3ª                 | Alexander Kristoff | Pavel Sivakov                     | Maxim Van Gils                  | Thomas Silva                       | Andreas Leknessund                      | UAE Team Emirates XRG           |
| 4ª                 | Diego Uriarte      | Pavel Sivakov                     | Maxim Van Gils                  | Thomas Silva                       | Andreas Leknessund                      | Decathlon AG2R La Mondiale Team |
| 5ª                 | Jon Barrenetxea    | Pavel Sivakov                     | Maxim Van Gils                  | Thomas Silva                       | Andreas Leknessund                      | Decathlon AG2R La Mondiale Team |
| Classifiche finali | Classifiche finali | Pavel Sivakov                     | Maxim Van Gils                  | Thomas Silva                       | Andreas Leknessund                      | Decathlon AG2R La Mondiale Team |

Maglie indossate da altri ciclisti in caso di due o più maglie vinte
- Nella 2ª tappa Tim Wellens ha indossato la maglia verde al posto di Maxim Van Gils.

## Classifiche finali

### Classifica generale - Maglia gialla
| Pos. | Corridore         | Squadra       | Tempo     |
| ---- | ----------------- | ------------- | --------- |
| 1    | Pavel Sivakov     | UAE           | 19h41'06" |
| 2    | Clément Berthet   | Decathlon     | a 23"     |
| 3    | Thomas Pidcock    | Q36.5         | a 26"     |
| 4    | Maxim Van Gils    | Red Bull      | a 56"     |
| 5    | Tim Wellens       | UAE           | a 1'03"   |
| 6    | Marc Soler        | UAE           | a 1'40"   |
| 7    | Steff Cras        | TotalEnergies | a 1'42"   |
| 8    | J. Staune-Mittet  | Decathlon     | a 2'11"   |
| 9    | Markus Hoelgaard  | Uno-X         | a 2'38"   |
| 10   | Nicolas Prodhomme | Decathlon     | a 3'02"   |

### Classifica a punti - Maglia verde
| Pos. | Corridore       | Squadra  | Punti |
| ---- | --------------- | -------- | ----- |
| 1    | Maxim Van Gils  | Red Bull | 62    |
| 2    | Thomas Pidcock  | Q36.5    | 53    |
| 3    | Jon Barrenetxea | Movistar | 32    |
| 4    | Pavel Sivakov   | UAE      | 32    |
| 5    | Tim Wellens     | UAE      | 31    |

### Classifica scalatori - Maglia a pois
| Pos. | Corridore          | Squadra       | Punti |
| ---- | ------------------ | ------------- | ----- |
| 1    | Thomas Silva       | Caja Rural    | 22    |
| 2    | Alan Jousseaume    | TotalEnergies | 10    |
| 3    | Thomas Gachignard  | TotalEnergies | 8     |
| 4    | Pavel Sivakov      | UAE           | 7     |
| 5    | Andreas Leknessund | Uno-X         | 7     |

### Classifica traguardi volanti - Maglia blu
| Pos. | Corridore | Squadra | Punti |
| ---- | --------- | ------- | ----- |
| 1    |           |         |       |
| 2    |           |         |       |
| 3    |           |         |       |
| 4    |           |         |       |
| 5    |           |         |       |

### Classifica a squadre
| Pos. | Squadra                    | Tempo     |
| ---- | -------------------------- | --------- |
| 1    | Decathlon AG2R La Mondiale | 59h04'22" |
| 2    | UAE Team Emirates XRG      | a 1'36"   |
| 3    | Uno-X Mobility             | a 12'59"  |
| 4    | Movistar Team              | a 21'58"  |
| 5    | Ineos Grenadiers           | a 30'03"  |